# 윤성호 (희극인)
윤성호(尹貹瑚, 1976년 11월 10일 ~ )는 대한민국의 희극 배우 겸 모델이자 불교 신자이다. 동아방송예술대학교 연극영화과(공연예술계열 연극전공)를 졸업했으며 《개그콘서트》의 원년 멤버로서 《개그콘서트》를 처음 시작할 무렵부터 현재까지 삭발 상태이다. 빡구라는 별명으로 잘 알려져 있다.
데뷔 전에는 모델로 활동한 것으로 알려져 있으며 2001년 9월 SBS 공채 6기로 데뷔한 뒤 《코미디쇼 오 해피데이》등에 출연했으나 SBS 코미디가 부진하면서 본인(윤성호) 등 6기 개그맨이 설 자리는 없었고 한동안 리포터 위주로 활동하기도 했다. 현재 법명은 뉴진(NEW進)이며 EDM 디스크 자키로서의 활동명은 뉴진 스님이다.

## 학력
- 용산고등학교
- 동아방송예술대학교 연극영화과 (공연예술계열 연극전공)

## 논란

### 해외 공연 강제 취소 논란
승려 복장을 하고 DJ 뉴진스님으로 활동하는 개그맨 윤성호가 싱가포르의 한 클럽 공연이 결국 취소됐다. 현지 매체 스트레이츠타임스에 따르면 오는 19∼20일 윤성호의 공연을 열 예정이었던 싱가포르 클럽 업주는 "DJ(윤성호)와 공연을 하지 않기로 했다"고 취소 사실을 전했다. 이유는 우스꽝스러운 모습을 한 연예인이 불교를 모욕했다는 것이다.

## 활동 작품
방송
- OBS 《코미디多》, 《웃자GO》
- KBS2 《웃음충전소》
〈대안제국〉- 내관 역
〈계층공감 OLD & 형님〉
〈타짱〉
- Qwiny 《생방송 컴온 베이비》
- KBS 《개그콘서트》
〈봉숭아학당〉 - 야야야 브러더스 역
〈미션 임파서블〉
〈공포의 과외선생〉 - 주꾸미 역
〈집으로〉 - 빡구 역 
〈개그전사 300〉
〈하류인생〉 - 빠박이 역 
〈뮤직드라마〉
〈풀옵션〉
〈미스테리 개그〉
〈난 괜찮아〉
〈실록 X-파일〉- 우의정 역
〈택시 드라이버〉
〈뭔 짓이냐〉
〈전위예술
〈예술의 전당〉
〈할매가 뿔났다〉(특별출연)
〈타락토비〉 
 〈뉴스단신〉
- SBS 《코미디쇼 오 해피데이》 《호기심 천국》
- KBS2 《발견천하 유레카》
- KBS2 《쇼! 행운열차》
〈제17대 어전회의〉
〈S.W.A.T 폭소특공대〉
〈황혼민박〉
- KBS2 《시사터치 코미디파일》
〈제17대 어전회의〉 - 사관 역
〈쟁반도사〉
〈차카게 살자〉 - 곱단이 역
- tvN 《코미디빅리그》
  - 《녹화하다 왔습니다》
  - 《유행어 홈쇼핑》
  - 《아이러브뺀드》
  - 《100세 미생》
- MBN 《개그공화국》
〈달마야 웃자〉- 두타스님 역 
〈그 때 그 사람〉
- SBS 《추석특집 코미디쇼 이수근 김병만의 10년의 꿈》
- KBS2 《비타민》
- MBC 《라디오스타》
- KBS2 《해피투게더》
- Mnet 《방송의 적 이적쇼》
- KBS2 《출발드림팀 시즌 2》
- KBS1 《6시 내고향》
- tvN 《SNL 코리아 시즌 5》
- Mnet 《너의 목소리가 보여》
- MBC 라디오 지금은 라디오 시대 싼티멘탈뮤직쇼
- JTBC 《아는 형님》
- JTBC 《한끼줍쇼》
- tvN 《쇼! 오디오자키》
- KBS2 《개승자》
- TV CHOSUN 《식객 허영만의 백반기행》 - 294회

드라마
- 2010년 SBS 《제중원》 - 청나라 병사 역
- 2012년 tvN 《로맨스가 필요해 2012》 - 바바리맨 역 (특별출연)
- 2012년 SBS 《아름다운 그대에게》 - 광고 작가 역 (특별출연)
- 2025년 KBS2 《킥킥킥킥》 - 스님 역 (특별출연)

영화
- 《선물》
- 《유아독존》 - 오 마담 역
- 《몽정기 2》 - 바바리맨 2 역
- 《바리바리 짱》 - 경찰 역

뮤직비디오
- 장윤정 - 짠짜라
- 크레용팝 - 어이

CF
- 롯데리아

## 유행어
- "하지마", "잡지마", "밀지마", "뜯지마", "만지지마", "붙지마" - 《개그콘서트》 - 《집으로》코너에서
- "나는~관대하다~" - 《개그콘서트》 - 《개그전사300》 코너에서
- "임팩트" - 《개그콘서트》 - 《봉숭아 학당》 코너에서
- "일으나"~ - 《개그콘서트》 - 《봉숭아 학당》 코너에서
- "어우 달다 달어!" "병할 병할 옘병할!" - 코미디빅리그 3 《일하러 왔습네다》 코너에서
- "그래 이 새끼야!" "슬픈 생각 슬픈 생각~" - 코미디빅리그 《아이러브뺀드》 코너에서

## 라디오
- tbs 교통방송 《진짜 라디오》 (2019년 10월 5일 ~ 2020년 11월 29일) - 방송인 김인석과 함께 진행
- KBS 쿨FM《미스터 라디오》- 2023년 10월 9일 게스트

## 홍보대사
- 2023년 7월 대한사회복지회 홍보대사 위촉